# خانه آموزش و پرورش
خانه آموزش و پرورش مربوط به دوره قاجار است و در راین، خیابان شریعتی، کوی شهید حسین عزیزی افضلی، چهارمین خانه واقع شده و این اثر در تاریخ ۷ اسفند ۱۳۸۶ با شمارهٔ ثبت ۲۱۴۶۷ به‌عنوان یکی از آثار ملی ایران به ثبت رسیده است.